# Caetano N’Tchama
Caetano N’Tchama (ur. 1955 w Ingoré, zm. 15 grudnia 2007) – polityk i prawnik z Gwinei Bissau, premier kraju w latach 2000–2001.
Z wykształcenia był prawnikiem, ukończył studia w Portugalii. Należał do Partii na rzecz Odnowy Społecznej, będąc w niej trzecią w hierarchii osobą. Od lutego 1999 do 2000 piastował funkcję ministra spraw wewnętrznych w rządzie jedności narodowej jako reprezentant wskazany przez wojskową juntę. Po zwycięstwie reprezentanta PRS Kumba Iali (kuzyna N'Tchamy) w wyborach prezydenckich został zaprzysiężony na premiera. We wrześniu i listopadzie 2000 wyjechał do Dakaru w celach leczniczych. Pojawiły się wobec niego zarzuty korupcyjne. W marcu 2001 został odwołany ze stanowiska celem przywrócenia politycznej stabilności w kraju. Pełnił następnie funkcję przewodniczącego trybunału obrachunkowego, a w styczniu 2001 został prokuratorem generalnym.